# NGC 808
NGC 808 је спирална галаксија у сазвежђу Кит која се налази на NGC листи објеката дубоког неба.
Деклинација објекта је - 23° 18' 44" а ректасцензија 2h 3m 56,5s. Привидна величина (магнитуда) објекта NGC 808 износи 13,3 а фотографска магнитуда 14,1. NGC 808 је још познат и под ознакама ESO 478-1, MCG -4-6-3, AM 0201-233, IRAS 02015-2333, PGC 7865.